# ジョージ・ブリッグス
ジョージ・ニクソン・ブリッグス（英: George N. Briggs、1796年4月12日 - 1861年9月12日）は、アメリカ合衆国マサチューセッツ州出身の弁護士、政治家である。ホイッグ党員としてアメリカ合衆国下院議員を12年間務めた後、第19代マサチューセッツ州知事を1844年から1851年まで7期7年間務めた。
ブリッグスはアップステート・ニューヨークの田舎で育ち、マサチューセッツ州西部で法律を勉強し、そこで行った公的な活動と法律実務に成功したこととで、州全体の政治に関わるようになった。1830年にはアメリカ合衆国下院議員に選出され、保守的なホイッグ党の政策を支持し、郵便局郵便道路委員会の委員を務めた。禁酒運動では常に提唱者でもあり、あらゆるアルコールの消費を控えた。
1843年、ホイッグ党からマサチューセッツ州知事候補に指名された。対抗したのは民主党現職のマーカス・モートンであり、ホイッグ党の田園部票をあてにしたものだった。ブリッグスはこの選挙で楽勝し、1849年までは容易に当選することになった。奴隷制度という異論の多い問題は避けるようにしていたが、自由民であるアフリカ系アメリカ人を収監することをサウスカロライナ州が認めた政策に抗議した。死刑制度は支持し、ジョージ・パークマン殺人事件の犯人、ジョン・ホワイト・ウェブスターの死刑判決を減刑することを拒否した。ブリッグスはマサチューセッツ州ピッツフィールドにあった自宅で、銃の事故による怪我がもとで死んだ。

## 初期の経歴と教育
ジョージ・ニクソン・ブリッグスは1796年4月12日にマサチューセッツ州アダムズで生まれた。父は元々ロードアイランド州クランストン出身の鍛冶屋アレン・ブリッグス、母はユグノーの子孫であるナンシー（旧姓ブラウン）であり、ブリッグスはこの夫妻の12人の子供の11番目だった。ブリッグスが7歳の時に、家族でバーモント州マンチェスターに移転し、その2年後にはニューヨーク州ホワイトクリークに引っ越した。家族は宗教心が篤かった。父はバプテストであり、母はクエーカーだった。両親は子供たちに聖書から宗教的な教えを与えた。
ブリッグスが14歳の時、時代は第二次大覚醒の最中にあり、特にアップステート・ニューヨークでは強い動きになっていた。ブリッグスは転換体験を味わい、バプテストの信仰に加わった。ブリッグスと伝道集会で知り合い、終生友人と政治上の仲間になったハイランド・ホールに拠れば、ブリッグスは集会でその体験について話し、聴衆からその真価を理解した喝采を得た。その信仰は個人的挙動を特徴づけた。宗教的な理想への志向を続けた。例えば日曜日まで伸ばされる連邦議会の会期に反対し、アルコール消費を控えたことだった。
ブリッグスはホワイトクリークの公立学校に散発的に出席し、クエーカー教徒の帽子職人のもとに3年間徒弟奉公した。年長の兄たちからの支援もあり、1813年にマサチューセッツ州ピッツフィールドとレーンズボロで法律の勉強を始めた。1818年にはマサチューセッツ州の法廷弁護士として認められた。まずアダムズで法律実務を開業し、1823年にはレーンズボロに移転し、さらに1842年にピッツフィールドに移った。ブリッグスの法廷活動は、正式な形式によらずに物語ることを好んだが、当時の人々は明瞭であり、簡潔であり、整然としていると特徴づけていた。
1817年、ブリッグスはレーンズボロでバプテスト教会を建てることに貢献した。その集会でハリエット・ホールと出逢い、1818年には結婚した。この夫妻にはハリエット、ジョージ、ヘンリーと名付けた子供たちが生まれた。また法律の勉強を支えてくれた兄の1人であるルーファスの孤児4人も育てた。ルーファスは1816年に死んでおり、その妻も時を措かず後に続いていた。
ブリッグスの公的生活との関わりは地方レベルで始まった。1824年から1831年、バークシャー郡北部地区の土地登記官を務めた。1824年には町事務官に選出された。1826年には高規格道路委員会の議長に指名された。その政治的な興味はヘンリー・ショーと知り合いになることで高くなった。ショーは1817年から1821年までアメリカ合衆国下院議員を務めていた。
1826年にあった刑事事件の裁判でブリッグスは広く知られるようになった。ストックブリッジに住んでいたオナイダ族インディアンが殺人容疑で起訴された。ブリッグスは裁判所からその弁護人に指名された。ブリッグスは証拠をあたってその容疑者が無罪であることを確信し、当時の者達から「陪審員に対する雄弁のモデル」と言われた弁論を行った。陪審員は不幸にもブリッグスに同意せず、容疑者を有罪にし、絞首刑となった。1830年、真犯人がその犯罪を自白した。

## アメリカ合衆国下院議員
ブリッグスは著名になっていたにも拘わらず、土地を所有していなかったので州の役人になる資格が無かった。1830年、そのような条件が無いアメリカ合衆国下院議員の選挙に出馬する決心を行った。反ジャクソン派として第22会期から第24会期まで、ホイッグ党員として第25会期から第27会期まで選ばれ、1831年3月4日から1843年3月3日まで務めた。1842年には再選を求めないことにした。

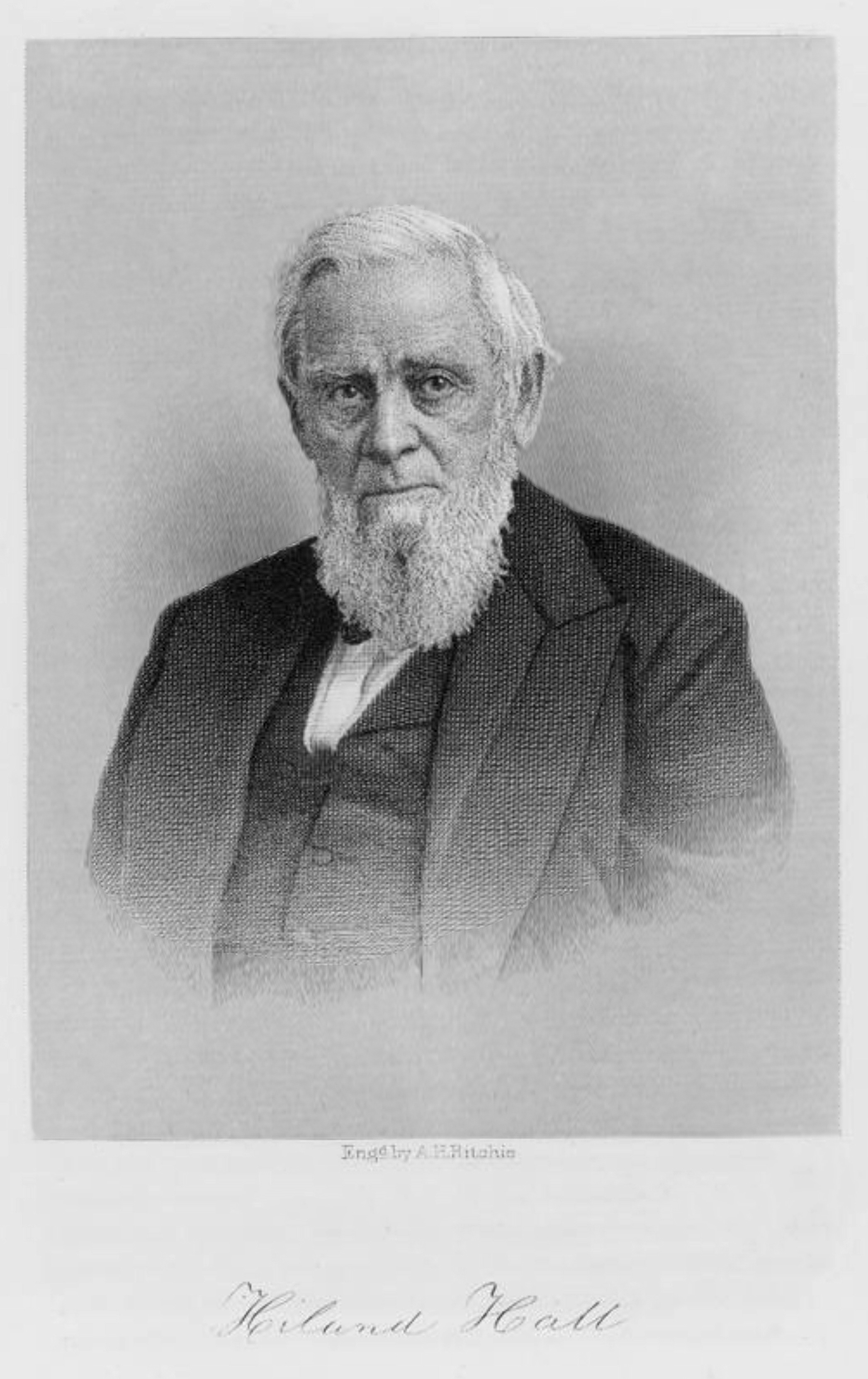
バーモント州出身のハイランド・ホール、ブリッグスの長い友人であり、議会における仲間だった

ブリッグスは後年に「コットン・ホイッグ」と呼ばれるようになった者だった。保護関税を支持し、西部の新領土へ奴隷制度を拡大することに反対したが、奴隷制度に対して強い姿勢を示すことで国の一体性を損なうようなことは求めなかった。連邦議会の公共支出委員会と郵便局郵便道路委員会の委員を務め、一時期はそれぞれの委員長も務めた。郵便局委員会は、扇動だと見られていた奴隷制度廃止運動家の郵便を配達することに関して、南部州から常に苦情が出ていた。南部州の政治家はこのような郵便を禁止することを求めたので、何度も議論の対象になった。やはり委員だったブリッグスの友人ハイランド・ホールは、1836年にそのような議案に使われる理由づけに反論する報告を書いたが、委員会の全体として、さらには下院もその報告書の受け取りを拒否した。その報告書を書いたのはホールだということは明らかだったが、ブリッグスもそれに関わった可能性があり、政治雑誌の「ナショナル・インテリジェンサー」にホールがその報告書を掲載したときにはその署名者となった。この文書は後に奴隷制度廃止運動家の郵便に関して議会で議案を議論するときに影響を及ぼしたが、その議案のどれも採択はされなかった。ブリッグスとホールはどちらも、1836年郵便局法を起草し、成案としたときの推進者であり、アメリカ合衆国郵政長官ウィリアム・テイラー・バリーによる財政的な不始末があった後で、会計的な改革を行う条項が含まれていた。
ブリッグスは下院議員であった間に、禁酒運動でも提唱者だった。1833年、議会禁酒協会を結成し、その執行委員となった。1836年、ニューヨーク州サラトガ・スプリングズで開催された禁酒大会では、より多くの人々をアルコールの悪から遠ざけるために、全体的禁酒誓約をおこなうことを提唱した。また下院の議場でケンタッキー州選出下院議員トマス・F・マーシャルのためにそのような誓約を準備したことも注目される。下院で禁酒運動を組織しようとしたブリッグスの動きは、ブリッグスが下院を去ったときに立ち消えとなったが、その人生の残り期間を通じて関わり続ける主張となった。1860年、ブリッグスはアメリカ禁酒同盟の議長に選ばれた。

## マサチューセッツ州知事

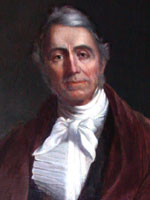
マーカス・モートン、1843年にブリッグスが州知事選挙に出馬したときの現職知事

1843年、ブリッグスはホイッグ党から州知事候補の推薦を受けた。対抗馬は民主党現職のマーカス・モートンだった。最初に前知事のジョン・デイビスが指名されていたが、おそらくはダニエル・ウェブスターが将来にデイビスがアメリカ合衆国副大統領候補となった時の党の支持を約束したために、デイビスは指名を断った。ブリッグスは党内の様々な派閥にも受容される妥協の候補として推薦された。党内派閥の1つはウェブスターが率い、もう1つはアボット・ローレンスが率いていた。ブリッグスは州内の田園部有権者にアピールできる候補者としても選ばれていた。その有権者はこれまで通りならばモートンを支持していた。奴隷制度廃止運動家の自由党も候補者を擁立し、その結果、本選挙ではどの候補者も必要とされる過半数を確保できなかった。そのような場合は議会が当選者を選ぶことになっていた。議会はホイッグ党が多数派であり、ブリッグスの当選が確保された。ブリッグスは1850年まで毎年再選され続けた。民主党は候補者が入れ替わった。1849年までは圧倒的多数を獲得できたが、その間第3の政党である自由党やその後継政党である自由土地党が関わることも多かった。ホイッグ党は貴族政治的だという評判があったが、ブリッグスは前任者のジョン・デイビスやエドワード・エヴァレットと比べてもより庶民的な人物だった。
1844年、ブリッグスは、サウスカロライナ州で法制化されたばかりの法に警告を受けた。それはマサチューセッツ州など北部州からサウスカロライナ州に到着した自由身分の黒人の収監を認めるものだった。この政策に抗議するために代表者を派遣した。サミュエル・ホアとその娘のエリザベスはサウスカロライナ州の政策を変えることができず、南部の事情にヤンキーが干渉していると考えられたことに抗議した後、彼らの安全を慮ってサウスカロライナ州を去ることを勧められた。
ブリッグスが州知事である間に、死刑制度も州内の議論を呼んだ大きな問題だった。社会改革者たちはその廃止を求めていた。ブリッグスは個人的に死刑制度を支持していたが、政治的な理由によりその執行を再考することを要求した。例えば、第一級殺人などの殺人事件に限定することだった。反死刑制度の感情が影響したと考えられる1846年の殺人事件で無罪判決が出た後、ブリッグスは反死刑制度のロビー活動を抑えることを求め、殺人を除いて全ての刑事犯に死刑を科さないことを提案したが、そのような同調的陪審員による無罪判決が犯罪と刑罰の間の関係を崩してしまうことについて、心配を表明した。
ブリッグスの話術は1849年、ワシントン・グッドの裁判で使われた。グッドは黒人の水夫であり、女性の愛情を巡って競争相手を殺したことで告発されていた。このグッドに対する事件は基本的に状況証拠ばかりであったが、陪審は地区検事の「暴力犯罪」に対する断定的な罰の要求を受け入れ、有罪を宣告した。グッドの死刑判決についてブリッグスに減刑を行うよう要求が上がったが、ブリッグスは「ここでの恩赦は法律の全的破壊に繋がる」と記して、それを拒否した。
グッド事件から間もなく、ジョージ・パークマン殺人事件の犯人、ジョン・ホワイト・ウェブスター教授の世の中を騒がせる裁判が起こった。この犯罪は1849年11月にハーバード医学校で起きていた。その裁判は全国的に報道され、告発は状況証拠（死体の全てが発見されないという事実に複雑になっていた）、あるいは新しい種類の証拠（この裁判で法歯学が初めて使われた）に基づいていた。さらにマサチューセッツ最高司法裁判所長官のレミュエル・ショーは、陪審に与えた指示に見られる偏見を広く批判された。ブリッグスは死刑制度反対者からウェブスターの判決を減刑するよう請願を受けた。そうしなければ、身体的に害を及ぼすという脅しまで受けた。しかし、この事件の証拠は明白であり（特にウェブスターが自白をした後は）、裁判所は適切な配慮をしてきたことに疑いはないと述べて、それを拒否した。
ブリッグスが州知事である間に、奴隷制度廃止運動家がホイッグ党にも民主党にも浸食を続けており、主に支配的なホイッグ党に対する民主党と共通の立場を作っていた。ブリッグスはコットン・ホイッグとしてこれら勢力に反対する姿勢を採った。米墨戦争には反対したが、この戦争にために部隊立ち上げを支援するという連邦政府の要求に応じたことで、活動家ウェンデル・フィリップの怒りを買った。州内で教育を改革するホーレス・マンの活動を支持するなど、他の改革は促進した。

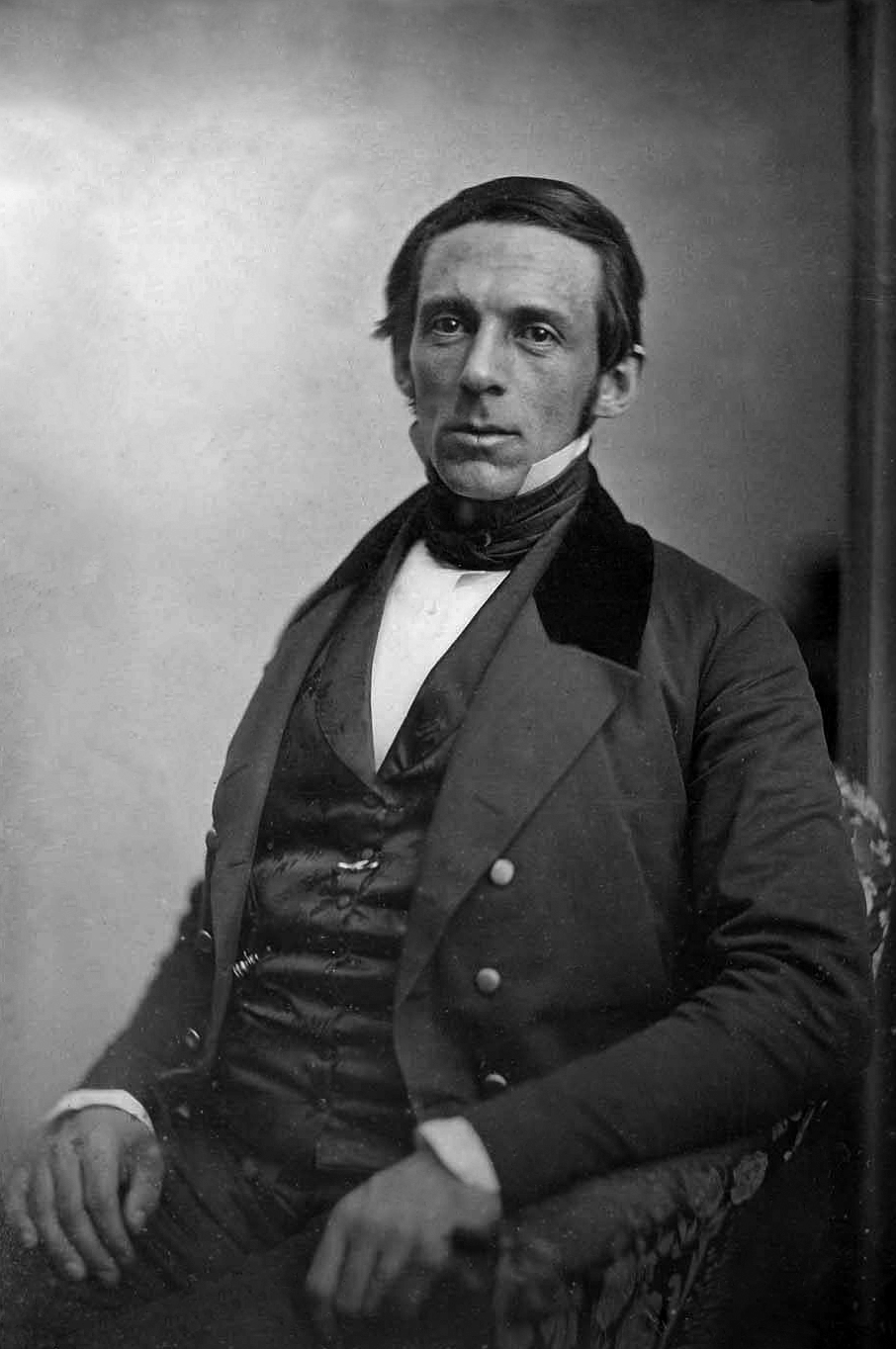
ジョージ・バウトウェル、サウスワース & ホーズ画、1851年頃

1849年、ブリッグスは知事選挙で多数票を確保できなかった。これは自由土地党が台頭していたためだったが、議会を制するホイッグ党がブリッグスを州知事の座に留まらせた。1850年の選挙では、1850年妥協（逃亡奴隷法など国の一体性を継続させるために考案された一連の連邦法）に対する怒りが、民主党と自由土地党に連衡を作らせ、マサチューセッツ州議会を支配した。またホイッグ党は奴隷制度の擁護派と反対派で分裂した。この州知事選挙の結果は再度議会に委ねられ、民主党候補のジョージ・バウトウェルがブリッグスを制して当選した。

## 晩年
ブリッグスはピッツフィールドで法律実務を再開した。1853年のマサチューセッツ州憲法改定会議では代議員となり、1853年から1858年は一般訴訟裁判所判事を務めた。1859年、衰退中だったノウ・ナッシング党から州知事候補の指名を受けたが、他の候補者の後塵を拝した。
1861年、ブリッグスはエイブラハム・リンカーン大統領から南アメリカのヌエバ・グラナダ共和国（現在のコロンビアとパナマを含む）への外交任務を任された。しかし、その任に就く前に死亡した。1861年9月4日、ブリッグスはピッツフィールドの自宅でクローゼットから上着を出そうとしていた。その時に拳銃が落ちた。ブリッグスがそれを拾おうとした時に、銃が暴発し、ブリッグスに当たった。ブリッグスは1861年9月12日早朝に死亡し、ピッツフィールド墓地に埋葬された。

## 関連図書
- Giddings, Edward Jonathan (1890). American Christian Rulers. New York: Bromfield & Company. pp. 61–69. OCLC 5929456